# Društvo invalidov Maribor
Društvo invalidov Maribor je invalidska in humanitarna organizacija s sedežem v Mariboru. Kot društvo je bilo ustanovljeno leta 1969. Prvi predsednik društva je bil Ivan Gajšt. Leta 2003 je društvo dobilo status invalidske organizacije. Danes društvo s svojo dejavnostjo pokriva območja naslednjih občin: Maribor, Miklavž, Ruše, Selnica, Starše, Rače - Fram, Duplek, Šentilj, Pesnica, Kungota, Hoče – Slivnica, Lovrenc na Pohorju in Podvelka. Društvo deluje z združevanjem delovnih invalidov I., II. in III. stopnje ter simpatizerjev. Trenutni predsednik društva je Gorazd Mazej.

## Povezave
- Društvo invalidov Maribor